# Scoutisme au Canada
Le scoutisme existe au Canada depuis 1908, et est le dixième plus important pays de l’OMMS avec 252 982 membres[Quand ?]. 

## Associations
Deux associations sont membres de l'OMMS, l'une anglophone, l'autre francophone. Leurs relations sont régies par l’entente Ensemble-together signée en 1967. 
- Scouts Canada, incorporée par une loi fédérale en 1910 (214 374 membres, anglophone)
- Association des scouts du Canada, incorporée par une loi du parlement canadien en 1969 (38 608 membres, francophone).

D'autres associations ne dépendant pas de l'OMMS ou de l'AMGE sont également présentes au Canada :
- L'association évangélique du scoutisme au Québec (francophone) (UIGSE)
- Federation of North-American Explorers, fondée en 1973 (anglophone) (UIGSE)
- Independent Scouting Association, rattachée (World Federation of Independent Scouts)
- Canadian Traditional Scouting Association (World Federation of Independent Scouts)
- Baden-powell scout association (World Federation of Independent Scouts)
- Les Aventuriers de Baden-Powell, une association bilingue,fondée en 2007(1200 membres)[1]